# Johannes Wanckel (Historiker)
Johannes Conrad Wanckel (* 12. Januar 1553 in Kemberg; † 11. Juni 1616 in Wittenberg) war ein deutscher Geschichtswissenschaftler.

## Leben
Johannes Wanckel war der Sohn des Kemberger Propstes Matthias Wanckel und seiner zweiten Frau Elisabeth, Tochter des Schmiedeberger Bürgermeisters Paul Leffler.
Johannes Wanckel besuchte anfangs die Schule seiner Heimatstadt. Nachdem sein Vater eine gewisse Begabung bei seinem Sohn feststellte, schickte er ihn vom 9. Juni 1566 bis zum 15. März 1572 auf die kurfürstliche Landesschule St. Augustin nach Grimma.
Die Schule, unter der Führung von Adam Siber, entwickelte sich zur Schmiede des sächsischen Pfarrer- und Beamtennachwuchses. In einem straff organisierten Tagesablauf wurde den Schülern vor allem Wissen in der Religion und den alten Sprachen beigebracht. Daneben wurden auch die Artes Liberales, Rhetorik, Dialektik, Musik und Poetik, gelehrt. Nachdem Wanckel das Landesgymnasium verlassen hatte, verfügte er über die nötigen Voraussetzungen, um ein Studium an einer Universität aufzunehmen.
Er entschied sich wie sein Vater für die Universität Wittenberg, wo er sich am 5. Juni 1566 immatrikulierte. Am 11. März 1575 erwarb er sich den akademischen Grad eines Magisters und erhielt im Folgejahr eine Berufung an die Stadtschule von Torgau, wo er 18 Jahre lang als Konrektor tätig war. An der Schule hatte er sich durch seine mühselige Arbeit einen ausgezeichneten Ruf erworben, so dass ihn der sächsische Administrator Herzog Friedrich Wilhelm 1595 an seinen Hof zog und diesen in Latein unterrichtete.
Während dieser Zeit hat er unter anderem Martin Luthers Hauspostille und andere Bücher ins Lateinische übersetzt und brachte sich selbst die französische, italienische und spanische Sprache bei. Nachdem Christian II. von Sachsen seine Regierungsgeschäfte übernahm, kehrte der einstige Administrator in seine Erblande zurück und stellte es Wanckel frei mitzukommen. Doch dieser lehnte ab, verblieb einige Jahre als Privatmann in Torgau, wo er sich dem literarischen Schaffen widmete.
Durch den Tod von Lorenz Rhodomann war an der Wittenberger Akademie ein gewisses Loch in der Besetzung der Geschichtsprofessur entstanden. Daher erinnerte man sich an Wanckel und berief als Professor der Geschichte an die philosophische Fakultät der Wittenberger Hochschule, wo dieser am 27. April 1606 seine neue Aufgabe annahm. Von nun an las er über Philipp Melanchthons Chronik, erklärte „De quatuor summis imperiis“ (1556) von Johannes Sleidanus und vor wenig Zuhörern den jüdischen Historiker Flavius Josephus.
Seine Geschichtsbetrachtung fußten auf den Beispielen, die die alltäglichen Lebenslagen boten, wobei er bei der älteren Geschichtsbetrachtung darauf achtete eine chronologische - hilfswissenschaftliche Aufbereitung anzustreben. Während einer Zeit als Wittenberger Professor verwaltete er das Dekanat der philosophischen Fakultät und bekleidete 1614 das Rektorat der Wittenberger Akademie. Durch den Tod seiner Frau wurde er so betrübt, dass er krank wurde und im Alter von 63 Jahren verstarb. Er wurde am 12. Juni 1616 in Wittenberg beigesetzt.

## Familie
Er heiratete am 24. November 1579 in Torgau Barbara (* 23. April 1543 in Torgau; † 1. August 1612 in Wittenberg), die Tochter des Bürgers und Handelsmanns von Torgau, Erasmus Sachse und der Witwe des Stadtrichters von Freiberg, Bernard Hanemann. Aus dieser Ehe stammen zwei Söhne und zwei Töchter:
- Elisabeth Wanckel, verh. mit NN. Springsfelt in Dresden
- Barbara Wanckel, verh. mit NN. Hardkopf im Land Hadeln
- Johannes Wanckel II.
- Matthias Wanckel, aus Wittenberg

In zweiter Ehe hatte er am 19. Januar 1613 in Wittenberg Anna Maria († 29. Mai 1616 in Wittenberg), die Tochter des fürstlich kolbergischen Leibmedicus Dr. Petrus Bien (Apian) geehelicht. Aus dieser Ehe sind zwei Töchter hervorgegangen.
Sein Neffe ist Ambrosius Rhode.

## Werkauswahl
- Hyperaspistes Prisciani Vapulantis, sive Pro Grammatica Latina Scholarum Misnicarum Apologeticus. Richter, Wittenberg 1614. (Digitalisat)
- Mellisicii historici supplementum. 1611.
- Dissertatio de Assuero (Ahasvero?) Estherae marito, qua tum aliorum, tum nominatim Josephi Scaligeri de illo rege sententiae examinantur. Henckel, Wittenberg 1612.
- (Als Herausgeber) Precationes ab ... Friderico Wilhelmo, Duce Saxoniae, ... collectae. Grosse, Leipzig 1605. (Digitalisat)